# Махиня Юрій Олександрович
Юрій Олександрович Махиня (нар. 1 січня 1961, Миколаїв) — колишній радянський та український футболіст.

## Біографія
Розпочав кар'єру у полтавському «Колосі», де провів сезон 1979 року в Другій лізі.
1980 року став гравцем київського «Динамо», проте за п'ять сезонів так і не зміг стати основним гравцем, зігравши лише в 6 матчах Вищої ліги, хоча і здобув з командою низку трофеїв.
Перед сезоном 1985 року перейшов до іншої вищолігової команди — харківського «Металіста», де провів три роки.
У першій половині 1988 року грав за першолігову сімферопольську «Таврію», після чого став гравцем друголігової «Буковини».
На початку 1990 року відправився до чехословацького клубу «Хемлон» (Гуменне), з якого 1991 року повернувся назад до «Буковини», якій допоміг зайняти 5 місце в Першій лізі останнього розіграшу чемпіонату СРСР. Після розпаду СРСР «Буковина» була включена до новоствореної Вищої ліги України, де Махиня дебютував 7 березня 1992 року в матчі проти тернопільської «Ниви» (2:1). Всього в тому сезоні провів за буковинців у елітному українському дивізіоні 16 матчів і забив один гол у ворота луцької «Волині» (2:1).
Перед сезоном 1992/93 перейшов до вищолігового кременчуцького «Кременя», де зіграв у 28 матчах чемпіонату, після чого по закінченню сезону завершив ігрову кар'єру.
Всього провів 78 матчів у Вищій лізі СРСР (1 гол) та 44 матчі у Вищій лізі України (1 гол)

## Досягнення

### «Динамо» (Київ)
- Чемпіонат СРСР
  -  Чемпіон: 1980, 1981
  -  Віце-чемпіон: 1982
- Кубок СРСР
  -  Володар: 1982
- Кубок Сезону
  -  Володар: 1980